# En Esur
En Esur (en hebreo: עין אסור‎, 'fuente prohibida') o Ein Asawir (en árabe: عين الأساور‎, romanizado: ʿAyn al-Asāwir) es un yacimiento arqueológico cananeo de la Edad del Bronce que se encuentra en el distrito de Haifa, en el norte del estado de Israel. Se trata de un asentamiento de grandes dimensiones que tuvo su auge hace aproximadamente 5000 años. Los arqueólogos Itai Elad y Yitzhak Paz anunciaron el descubrimiento de la ciudad en octubre del 2019, junto a los restos de un templo de 7000 años que formaba parte del sitio arqueológico. Se estimó que tenía una población de unos 6000 habitantes. En Esur habría sido una de las ciudades más grandes de su tiempo en la región.

## El yacimiento

### Descubrimiento
Tell el-Asawir aparece en un mapa elaborado por el geógrafo francés Pierre Jacotin en 1799. El arqueólogo y erudito bíblico estadounidense William F. Albright visitó el lugar durante el viaje que realizó en 1923 a Palestina. En ese momento recordó la opinión del estudioso alemán Albrecht Alt cuando afirmaba que Tell Esur era el lugar donde se asentaba una antigua ciudad llamada «Yaham», mencionada en las fuentes del faraón egipcio Tutmosis III del siglo XV a. C.; este faraón inició una campaña contra una coalición de ciudades-estado cananeas, liderada por el rey de Megido, ciudad situada justo al norte de la llanura de Manasés. Según el relato egipcio, Tutmosis III acampó en Yaham antes de marchar sobre Megido para combatir en la célebre batalla. Albright declaró que la ubicación del sitio se correspondía con las descripciones geográficas de las fuentes egipcias. Además había descubierto cerámica de la Edad del Bronce mientras estudiaba la colina, cosa que a su juicio, le reafirmó la identificación con la antigua Yaha. Hoy en día Yaham se identifica con un lugar situado en Kafr Yama en Zemer, a unos 10 kilómetros al sur de Tell Esur.

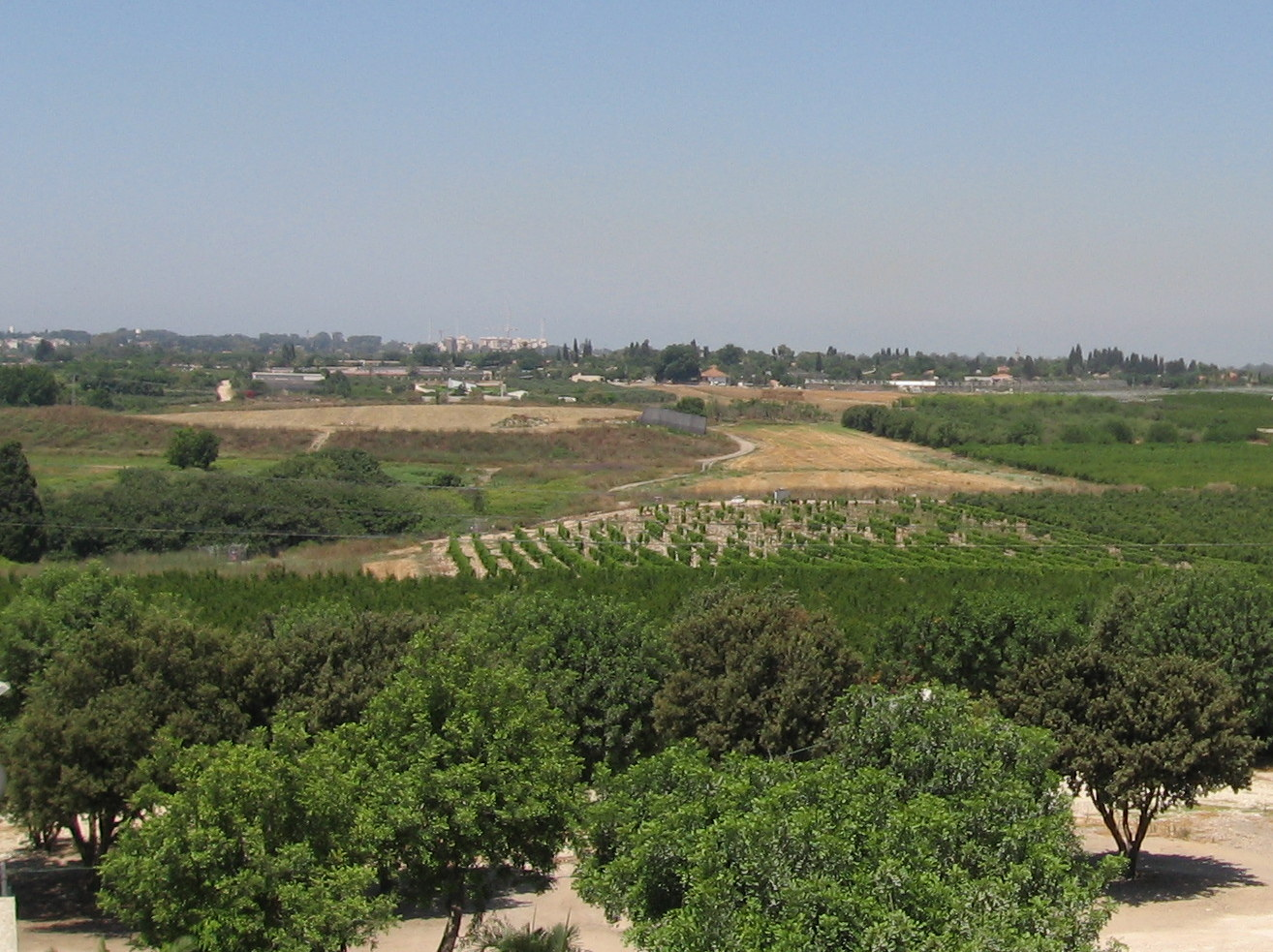
El Tell Esur y la zona del yacimiento desde Karkur.

El descubrimiento del yacimiento más grande del Tell Esur se produjo en 1977, durante la excavación de un depósito de agua en el sur del montículo. Los arqueólogos Azriel Zigelman y Ram Gofna de la Universidad de Tel Aviv realizaron una excavación de urgencia. Descubrieron dos capas de asentamiento, una del período Edad del Cobre y la otra de la Primera Edad del Bronce. El primero incluía los cimientos de estructuras hechas con piedras sin trabajar y algunas instalaciones. Estos restos los dataron en el Edad del Cobre antigua  (hace 6000 años) e incluían los cimientos de estructuras masivas hechas con grandes piedras. El muro más ancho medía 1,7 metros. La cerámica que encontraron databa del período de la Edad del Bronce I (3300-3000 a C).
En 1993, se realizó un sondeo y la excavación por el arqueólogo Eli Yanai de la Autoridad de Antigüedades de Israel. Estas excavaciones revelaron las enormes dimensiones del sitio durante el Edad del Bronce antigua así como los restos de asentamiento de los períodos neolíticos y calcolíticos, y del Imperio romano oriental  y la otomana.
Los arqueólogos Itai Elad y Yitzhak Paz han estado excavando En Esur desde enero de 2017, con un equipo de arqueólogos y voluntarios profesionales. La Autoridad de Antigüedades de Israel fue una de las responsables de la organización de la excavación y fue financiada por Netivei Israel, la compañía nacional de carreteras israelíes. Durante el proceso de excavación, los arqueólogos encontraron un templo dentro de la ciudad, que es aproximadamente 2000 años más antiguo que el resto del sitio.
En el anuncio de su descubrimiento, los investigadores llamaron a En Ensur «cosmopolita» y la "«Nueva York de la Edad del Bronce antigua».

## Descripción
El yacimiento se encuentra en la llanura de Sharón y se extiende al sur del Tell Esur. El yacimiento de En Esur consta de tres elementos: Tell Esur, que es una colina formada por diferentes capas de asentamiento humano acumulado, un montículo más pequeño al sur de este tell y un campo abierto que rodea a este par de montículos, donde durante la Edad del Bronce antigua se extendió una ciudad de gran tamaño.

Mapa del yacimiento de En Esur.

La ciudad ocupaba un espacio de aproximadamente 0.65 km² y podría haber alcanzado entre 5000 y 6000 habitantes. Esto hace que este asentamiento sea más grande que Tell Megido y Jericó, en el sur de Israel. A pesar de seguir siendo una ciudad más pequeña que algunas existentes en ese momento en Egipto y Mesopotamia, si fuera el núcleo de asentamiento más grande en el sur del denominado Levante mediterráneo. El arqueólogo Itai Elad declaró que En Esur es dos veces más grande que los otros grandes asentamientos conocidos en el área.
Dos fuentes naturales abastecíande  abundante agua a la ciudad, una situada al este llamada En Esur y otra sin nombre ubicada al suroeste. Se cree que el núcleo creció en la unión de dos rutas comerciales importantes. Los arqueólogos que cavaron el sitio creen que la ciudad fue planificada e incluyó no solo calles, callejones y cuadrados, sino también instalaciones para el almacenamiento, drenaje e incluso un cementerio. En Esur estaba rodeado de paredes fortificadas de dos metros de altura. Sus investigadores han definido la ciudad como una «megalópolis».
El sitio ha contribuido con alrededor de cuatro millones de artefactos de todo tipo, con millones de restos de cerámica y herramientas de pedernal, y algunos vasos de piedra basáltica. Se cree que los habitantes de En Esur eran un pueblo agrícola y habrían practicado el intercambio con otras regiones. Las huellas dejadas por los sellos en algunas herramientas demuestran que los trajeron de Egipto.
El templo que hay dentro de la ciudad tiene 7000 años, fecha perteneciente a la Edad del Cobre. Estaba ubicado en una zona pública de la ciudad e incluía un patio con una gran pila de piedra para rituales. También se han encontrado algunas figuras, incluida una de una cabeza humana y una persona al lado de un animal, y varios huesos de animales quemados, que muestran posibles sacrificios rituales.
Los arqueólogos que cavaron el sitio han apuntado que  En Esur ejemplifica los primeros procesos de urbanización dentro de la civilización cananea . Una ciudad con sus características habría necesitado un importante «mecanismo administrativo».
En Esur fue abandonado unos siglos después de su máximo apogeo. No hay una razón clara que explique la despoblación. Sin embargo, Yitzak Paz explicó que algunas investigaciones creían en la posibilidad de que un aumento en la humedad experimentado en la llanura costera hubiera convertido los alrededores de la ciudad en pantanosos. Esta nueva característica del entorno habría hecho que la vida en el lugar fuera impracticable.

## Preservación
Según el periódico israelí Haaretz, En Esur todavía se ve afectado por la construcción de un nudo de la carretera.  Sin embargo, la Agencia France-Presse ha informado que los planes de infraestructura se han modificado para proteger el sitio arqueológico.